# Longstone Rath (Kildare)

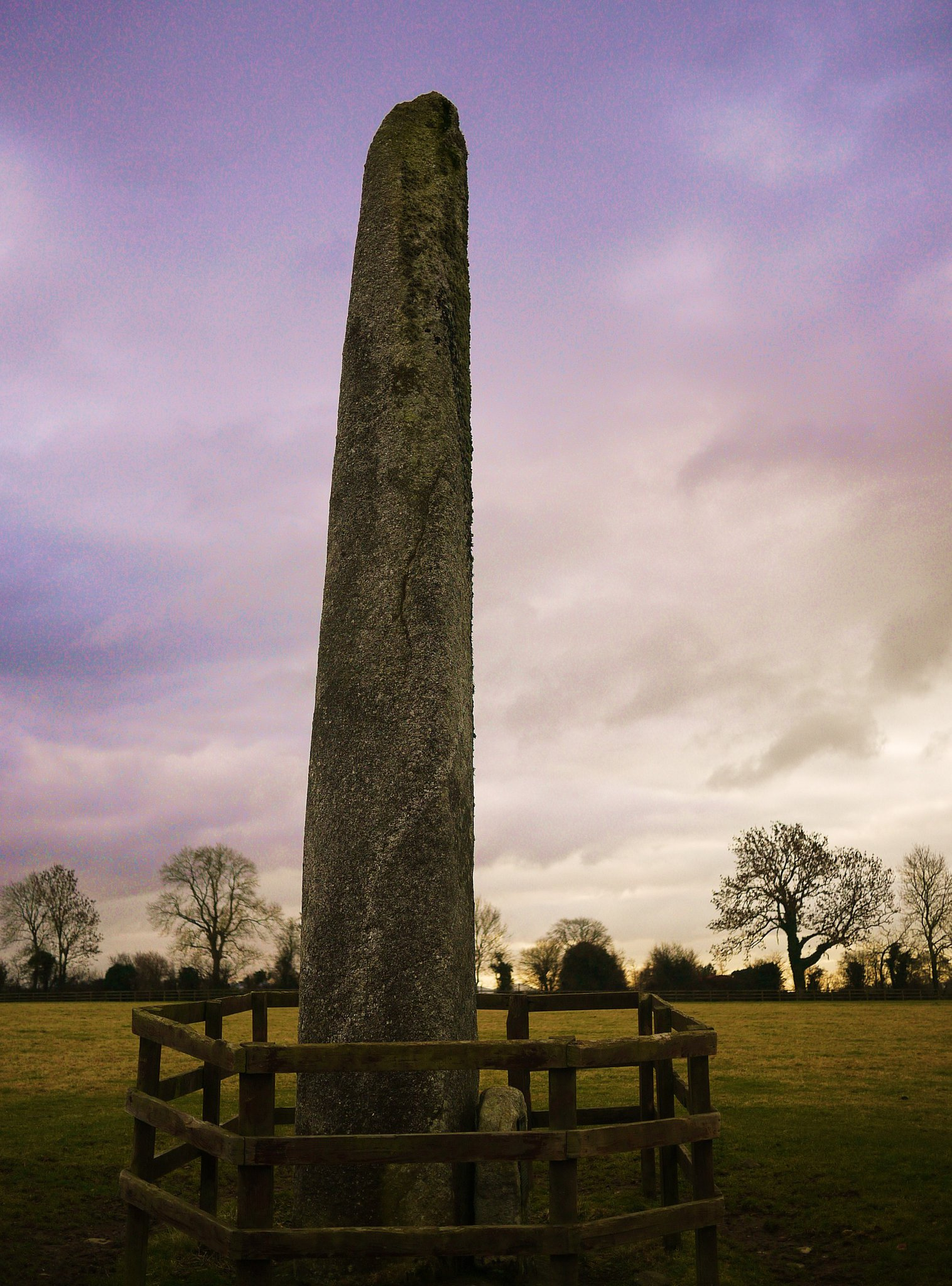
Der etwa sechs Meter hohe Longstone

Der Longstone Rath von Furness (4,7 km östlich von Naas) liegt im Townland Punchestown Great, im County Kildare in Irland ist ein 1912 von R. A. Stewart Macalister (1870–1950) ausgegrabenes großes Erdwerk, in dessen Zentrum ein Menhir (Pillarstone) steht. Dieser „Longstone“ gab der Anlage den Namen. 
Es gibt einen Rath gleichnamigen Rath im County Tipperary.
Hinter „Furness Haus“ und der Kirche liegt der 160 m hohe Fornochta (der „nackte Berg“), von dem der Name Furness abgeleitet ist. Auf seinem Gipfel liegt der große, über 4000 Jahre alte runde Erdring. Er hat etwa 60 m Durchmesser, zwei Durchlässe und der Wall ist 3,0–4,5 m hoch.
Der etwa sechs Meter hohe Menhir „Forenaghts Great“ aus Granit, einem Gestein, das erst 16 km östlich vorkommt, steckt in einem 0,9 m tief in der Erde liegenden, aus dem Fels gehauenen Fundament. Am Fuße des Longstones wurde eine Steinkiste errichtet, in der MacAlister zwei Brandbestattungen, darunter die Knochen einer Frau und eines Hundes/Wolfes mit einigen Beigaben fand. Die Steinkiste enthielt einen Bronzering und eine zweifach durchlochte steinerne Armschutzplatte. Offenbar errichteten Glockenbecherleute, die etwa 2500 v. Chr. auf die Insel kamen, die Steinkiste, den Longstone und weitere Menhire, deren irischer Name Gallán oder Dallán ist. Im Inneren des Rath wurden zwei Ascheschichten gefunden. Vielleicht war der Rath mit Reisig gefüllt worden, das zu irgendwelchen Anlässen verbrannt wurde.
Es gibt viele Theorien über die Funktion der Erdwerke, die die Henge-Tradition fortsetzen. Möglicherweise hatten sie religiöse Bedeutung; daher die Bestattungen. Andere Theorien besagen, dass der Stein im Ring ein Fruchtbarkeitssymbol ist.